# Brooklyn Chase
Brooklyn Chase (San Diego, California; 14 de marzo de 1985) es una actriz pornográfica estadounidense.

## Biografía
Chase nació en San Diego, al sur del estado de California. A los dieciocho años de edad, se casó con su novio de la Secundaria. Antes de comenzar a trabajar en la industria pornográfica, trabajaba como gerente. En 2012, a sus 26 años, comenzó a dar sus primeros pasos, y ha grabado hasta la actualidad más de 1000 películas para estudios como Wicked Pictures, Hustler, Naughty America, Brazzers, Girlfriends Films, New Sensations, Evil Angel o Jules Jordan Video, entre otras.
Algunos trabajos de su filmografía son Big Wet Tits 13, Stacked, I Love My Sister's Big Tits 4 o Bondage Orgasms.
Chase ha trabajado también con otros estudios como Pure Play Media, Third Degree Films o Digital Sin. Y ha aparecido en diversos vídeos en los portales de Bang Bros, Naughty America o Brazzers.
En 2015 fue nominada en los Premios AVN en la categoría de Mejor actriz por su papel en Odd Jobs.

## Premios y nominaciones
| Año  | Ceremonia    | Resultado | Premio                                                 | Trabajo                                  |
| ---- | ------------ | --------- | ------------------------------------------------------ | ---------------------------------------- |
| 2014 | Premios AVN  | Nominada  | Mejor escena de sexo en grupo                          | Madison's Mad Mad Circus                 |
| 2015 | Premios AVN  | Nominada  | Mejor actriz                                           | Odd Jobs                                 |
| 2015 | Premios AVN  | Nominada  | Premio fan: Mejores pechos                             | —                                        |
| 2015 | Premios AVN  | Nominada  | Mejor escena de trío H-M-H                             | Big Wet Tits 13                          |
| 2015 | Premios XBIZ | Nominada  | Mejor escena de sexo en película de parejas o temática | Sweetness and Light                      |
| 2016 | Premios AVN  | Nominada  | Premio fan: Mejores pechos                             | —                                        |
| 2016 | Premios AVN  | Nominada  | Premio fan: Estrella mediática favorita                | —                                        |
| 2017 | Premios AVN  | Nominada  | Mejor escena de sexo lésbico en grupo                  | Lesbian Love Stories 8: Partner Exchange |
| 2017 | Premios AVN  | Nominada  | Mejor escena de trío M-H-M                             | Oil Overload 15                          |
| 2017 | Premios AVN  | Nominada  | Premio fan: Mejores pechos                             | —                                        |
| 2017 | Premios AVN  | Nominada  | Premio fan: Estrella mediática                         | —                                        |
| 2017 | Premios XRCO | Nominada  | Unsung Siren                                           | —                                        |
| 2018 | Premios AVN  | Nominada  | Premio fan: Pechos más espectaculares                  | —                                        |
| 2019 | Premios AVN  | Nominada  | Mejor actriz en mediometraje                           | Deal                                     |
| 2019 | Premios AVN  | Nominada  | Mejor escena de sexo lésbico en grupo                  | Please Make Me Lesbian! 17               |
| 2019 | Premios AVN  | Nominada  | Premio fan: Mejores pechos                             | —                                        |
| 2019 | Premios AVN  | Nominada  | Premio fan: Mejor sitio web de una actriz              | BrooklynChase.com                        |
| 2020 | Premios XBIZ | Nominada  | Artista MILF del año                                   | —                                        |
| 2021 | Premios AVN  | Nominada  | Mejor escena de doble penetración                      | Brookyln Chase                           |
| 2021 | Premios XBIZ | Nominada  | Artista MILF del año                                   | —                                        |